# Schaeffersheim
Schaeffersheim é uma comuna francesa na região administrativa de Grande Leste, no departamento Baixo Reno. Estende-se por uma área de 3,96 km². Em 2010 a comuna tinha 837 habitantes (densidade: 211,4 hab./km²).